# Furugelmina heteromusculosa
Furugelmina heteromusculosa är en djurart som tillhör fylumet slemmaskar, och som beskrevs av Chernyshev 1998. Furugelmina heteromusculosa ingår i släktet Furugelmina och familjen Amphiporidae. Inga underarter finns listade i Catalogue of Life.